# ازغار ندواق (تكنت)
ازغار ندواق هو دُوَّار يقع بجماعة إمكدال، إقليم الحوز، جهة مراكش آسفي في المملكة المغربية. ينتمي الدوّار لمشيخة تكنت التي تضم 11 دوار. يقدر عدد سكانه بـ 3 نسمة حسب الإحصاء الرسمي للسكان والسكنى لسنة 2004.

## روابط خارجية
- البوابة الوطنية للجماعات الترابية
- المندوبية السامية للتخطيط